# Inham

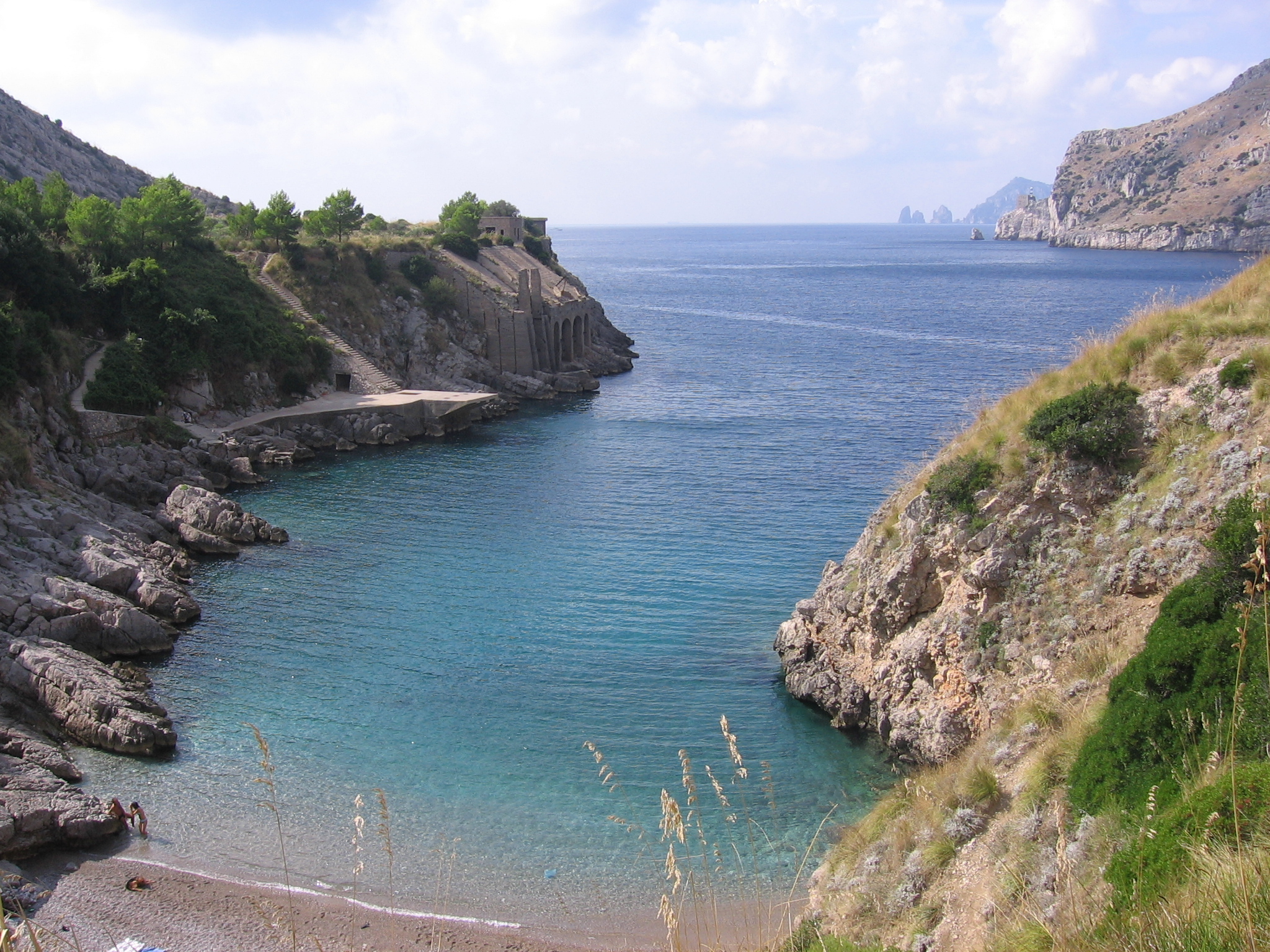
Baai aan de Golf van Napels.

Een inham is een oppervlaktewater, veelal zeewater, dat de eigenschappen heeft van één of meer van de volgende:
- baai of zeearm
- estuarium
- fjord
- zeegat (geografie)
- zeestraat
- ide

De Middellandse Zee (en dus ook de Zwarte Zee) kan worden gezien als inham van de Atlantische Oceaan.